# Sor Juana (cràter)
Sor Juana és un cràter d'impacte en el planeta Mercuri de 102 km de diàmetre. Porta el nom de l'escriptora mexicana Juana Inés de la Cruz (1651-1695), i el seu nom va ser aprovat per la Unió Astronòmica Internacional el 1979.